# Sant Llorenç de les Arenes
Sant Llorenç de les Arenes es una localidad española del municipio gerundense de Foixá, en la comunidad autónoma de Cataluña. 

## Geografía
La localidad se encuentra en un llano al sur del río Ter. Pertenece al término municipal de Foixá, en la comarca del Bajo Ampurdán.

## Historia
Hacia mediados del siglo XIX, la localidad contaba con una población de 64 habitantes y un total de 14 casas. Se menciona ya por entonces su iglesia bajo la advocación de San Lorenzo. Aparece descrita en el segundo volumen del Diccionario geográfico-estadístico-histórico de España y sus posesiones de Ultramar de Pascual Madoz de la siguiente manera:

ARENAS DE FOIX (San Lorenzo de las): l. con ayunt. de la prov., adm. de rent., part. jud., y dióc. de Gerona (4 horas), aud. terr., y c. g. de Barcelona (24): sit. en un llano á las inmediaciones del r. Tir, en parage combatido de todos los vientos, disfruta de estenso y agradable horizonte y saludable clima. Se compone de 14 casas y una igl. parr. bajo la advocacion de San Lorenzo, cuya festividad como patrono se celebra el día 10 de agosto: la sirve un párroco: confina el térm., por el N. con el r. Ter. por el E. y S. con el térm. de Potá, y por el O. con el de Hasá: se estiende en todas direcciones poco mas de 1/4 de hora; su terreno es de buena calidad y se cultivan vesanas de primera clase, 116 de segunda y 40 de tercera; de viñedo hay 67 vesanas: el olivo crece índistintamente por las heredades, y en algunos trozos de tierra destinados esclusivamente á su cultivo: el bosque arbolado ocupa 132 vesanas é igual estension las malezas y tierras eriales: el r. Ter ya mencionado, le fertiliza con sus aguas; prod.: trigo, legumbres, vino, aceite y pocas hortalizas: pobl.: 14, vec.; 64 alm.: cap.prod.: 603,600. imp.: 15,090.
(Madoz, 1845, p. 508)

En 2021, la entidad singular de población tenía censados 42 habitantes y el núcleo de población 39 habitantes.